# Psychotria coelocalyx
Psychotria coelocalyx är en måreväxtart som beskrevs av Ignatz Urban. Psychotria coelocalyx ingår i släktet Psychotria och familjen måreväxter. Inga underarter finns listade i Catalogue of Life.